# Дех-Їсте
Дех-Їсте (рос. Дех-Йисте) — село у Шатойському районі Чечні Російської Федерації.
Населення становить 161 особу. Входить до складу муніципального утворення Асланбек-Шериповське сільське поселення.

## Історія
Згідно із законом від 20 лютого 2009 року органом місцевого самоврядування є Асланбек-Шериповське сільське поселення.

## Населення
| 1990 | 2002 | 2010 |
| ---- | ---- | ---- |
| 154  | ↘100 | ↗161 |